# Hrastnik
Hrastnik est une commune du centre de la Slovénie située dans la région de la Basse-Styrie.

## Géographie
Les montagnes proches se nomment Kum (1 220 m), Mrzlica (1 122 m) et Kopitnik (910 m). Tout comme pour la proche commune de Trbovlje, la zone est connue pour ses mines de charbon. L’économie est également orientée sur l’industrie verrière.

### Villages
Les villages qui composent la commune sont Boben, Brdce, Brnica, Dol pri Hrastniku, Čeče, Gore, Hrastnik, Kal, Kovk, Krištandol, Krnice, Marno, Plesko, Podkraj, Prapretno pri Hrastniku, Studence, Šavna Peč, Turje et Unično.

## Démographie
Entre 1999 et 2021, la population de la commune de Hrastnik a graduellement diminué jusqu'à avoisiner les 9 000 habitants,.
Évolution démographique
| 1999   | 2000   | 2001   | 2002   | 2003   | 2004   | 2005   | 2006   | 2007   |
| ------ | ------ | ------ | ------ | ------ | ------ | ------ | ------ | ------ |
| 10 754 | 10 616 | 10 508 | 10 456 | 10 399 | 10 391 | 10 432 | 10 326 | 10 294 |
| 2008   | 2009   | 2010   | 2011   | 2012   | 2013   | 2014   | 2015   | 2016   |
| 10 351 | 10 107 | 10 144 | 9 984  | 9 895  | 9 713  | 9 580  | 9 440  | 9 316  |
| 2017   | 2018   | 2019   | 2020   | 2021   |        |        |        |        |
| 9 269  | 9 188  | 9 154  | 9 113  | 9 058  |        |        |        |        |

## Relations internationales

### Jumelage
La ville de Hrastnik est jumelée avec:
- Montigny-en-Gohelle, France

## Faune et flore
La zone proche de la montagne Kopitnik est une zone naturelle protégée mais ouverte au public. Elle abrite des espèces comme le chamois et le grand Tétras.